# 라울 발데스
라울 발데스 루비오(스페인어: Raul Valdes Rubio, 1977년 11월 27일 ~ )는 쿠바의 야구 선수이자, 현 멕시코 멕시칸 리그 토로스 데 티주아나의 선수이다.